# Upplands runinskrifter 1124
Upplands runinskrifter 1124 är en vikingatida ristad sten av blågrå granit i Tuna kyrka, Tuna socken och Uppsala kommun. Stenen är rent ornamental. Stenen är 1,6 meter lång och 0,5 meter bred. Ristningen består av en dubbel S-formad slinga samt därunder ett rakt streck. Stenen är inmurad i östra kyrkomurens sockel vid markytan. Den har tidigare varit inmurad i dörren till vapenhuset i kyrkan intill. Den togs fram 1950.